# An Ambush of Ghosts
An Ambush of Ghosts è un film del 1993 diretto da Everett Lewis.

## Trama
Un adolescente cerca di fare i conti con la madre divenuta pazza in seguito alla morte del fratello minore e nel frattempo stringe un'improbabile amicizia con un compagno di classe in fuga perché colpevole di un omicidio.